# Едвард Пејн
Едвард Пејн (енгл. Edward Oscar Guthrie "Ted" Pain; Thirroul, 15. јул 1925 — Гринвич, 6. јануар 2000) био је аустралијски веслачки репрезентативац, члан Веслачког клуба Сиднеј из Сиднеја. Најчешће је веслао у саставу осмерца.
Похађао Мушку гимназију у Сиднеју од 1938. до 1943. године, дипломирао на Универзитету у Сиднеју, у чијем је веслачком клубу био члан.
Први успех у веслању остварио је на Играма Комовелта 1950. у Окланду освајањем златне медаље са посадом осмерца.
Учествовао је на Летњим олимпијским играма 1952. као седми веслач посаде аустралијског осмерца. Освојили су бронзану медаљу иза чамаца САД и СССР. Веслали су у саставу: Боб Тининг, Ернест Чапман, Нимрод Гринвуд, Дејвид Андерсон, Џеф Вилијамсон, Мервин Финли, Едвард Пејн, Фил Кејзер и кормилар Том Чесел.